# Henri Guilbeaux
Henri Guilbeaux, né le 5 novembre 1884 à Verviers (Belgique) et mort le 15 juin 1938 à Paris, est un écrivain, journaliste et militant socialiste, anarchiste, puis communiste français connu pour son pacifisme durant la Première Guerre mondiale.

## Parcours
Dès 1906, Henri Guilbeaux entame une carrière de journaliste littéraire en collaborant avec diverses revues comme Les Hommes du jour et la Revue des lettres et des arts, ou il croise Léon Bazalgette. Parallèlement, il participe à des périodiques militants ou très engagés comme La Bataille syndicaliste, La Guerre sociale, L’Effort libre, L'Assiette au beurre dont il devient rédacteur en chef sous le pseudonyme de James Burkley jusqu’à la disparition de la revue, en octobre 1912.
En 1911, il publie l'un des premiers essais sur Jules Laforgue, puis se rapproche de Stefan Zweig et se rend fréquemment à Berlin où il fréquente des intellectuels ouverts au dialogue avec la France.
En 1913, il sort chez Figuière une Anthologie des lyriques allemands depuis Nietzsche préfacée par Émile Verhaeren. Il est membre du Club anarchiste communiste, un groupe adhérent de la Fédération communiste anarchiste et rédige des critiques d’art dans son journal, Le Mouvement Anarchiste.
Refusant l'esprit revanchard, la haine antiallemande et la « logique de guerre », il est proche, au sein des courants syndicalistes de l'époque, des militants Alfred Rosmer et Pierre Monatte, qui, en juillet 1914, refusent l’« Union sacrée ».
D’abord mobilisé au début 1915, il fut affecté à un régiment d’infanterie à Saint-Brieuc, puis réformé définitivement peu après. Il se lie d'amitié avec Romain Rolland et participe à la Conférence de Kiental en 1916. L'année suivante, il lance la revue Demain qui devient l'organe littéraire des Français expatriés en Suisse. Interdite de diffusion en France, elle publie des poèmes de Pierre Jean Jouve, des essais de Rolland et de Marcel Martinet.
Durant son exil, il se rapproche en avril 1917 de Lénine qui souhaite retourner en Russie, et signe le protocole de Berne. Il devient le correspondant français de la Pravda. Proche des bolchéviks, son nom est désormais fiché à Paris par le 2e Bureau. Selon Rolland Roudil, « suite à une instruction ouverte contre lui, il est accusé en février 1918 d’intelligence avec l’ennemi, de pangermanisme et de défaitisme puisqu’il aurait accepté de l’argent allemand [...]. Traître aux yeux des autorités françaises, il est arrêté en juillet par la Sûreté genevoise pour atteinte à la neutralité suisse, mais le parquet fédéral [Berne] le blanchit du reproche de financement par l’ennemi. Remis en liberté, il est à nouveau arrêté en novembre, [sous la pression de Paris] qui l’accuse de fomenter une révolution en France » mais l'extradition est reportée. Désigné comme « futur Lénine français » par le 2e bureau, il est condamné par le 3e conseil de Guerre français pour Haute Trahison à la peine de mort par contumace en février 1919. Il est finalement expulsé par les autorités suisses vers la Russie.
De 5 mars 1919 à août 1932, Guilbeaux vit dans un premier temps à Moscou. Il y représente la gauche française de Zimmerwald lors de la génèse de la Troisième Internationale. Puis, après la mort de Lénine qui était son seul allié face à Staline, il devient correspondant en 1923 à Berlin pour le journal L'Humanité. Il publie son essai sur Lénine directement en allemand. En 1929, le peintre Rudolf Schlichter exécute son portrait. Expulsé du Parti communiste français, il se retrouve sans ressources. Romain Rolland rejoint alors un comité de soutien pour que Guilbeaux puisse revenir en France. Dix ans après sa condamnation par contumace, la sentence est cassée au cours d'un procès en révision, mais il paraît moralement et physiquement épuisé.
Il passe les dernières années de sa vie à mettre en garde l'opinion contre le stalinisme. Selon Pierre Broué, il travaille alors pour les services secrets français (sans doute en échange de sa grâce), et eut même des élans de sympathies pour Mussolini, propos jugés délirants et sans doute le fait de son épuisement intellectuel, de son isolement et de ses frustrations.

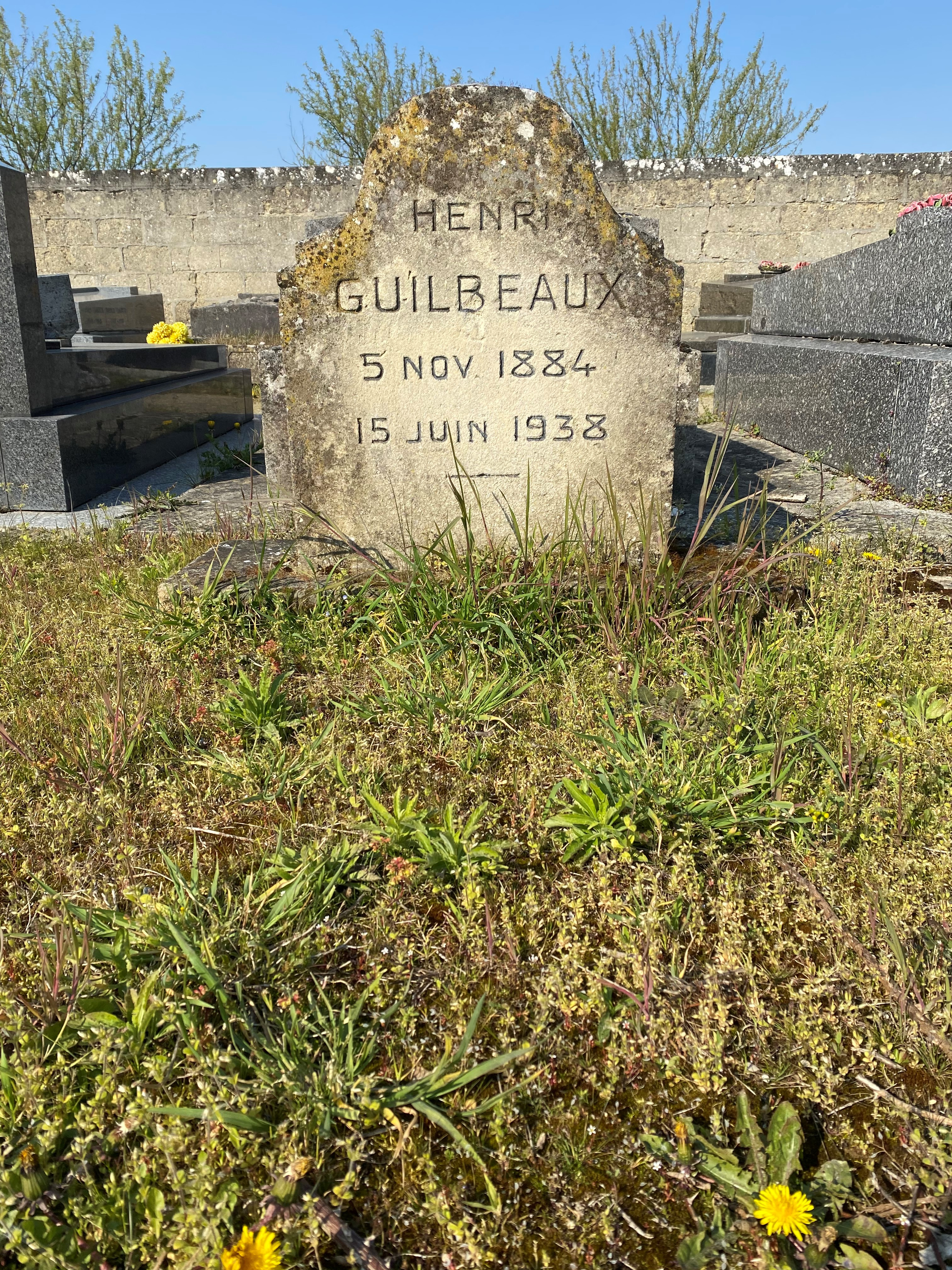
Pierre tombale d'Henri Guilbeaux au cimetière d'Auvers-sur-Oise.

Il est enterré dans la commune d'Auvers-sur-Oise.

## Œuvres
- Mon crime. Contre-attaque et offensive, Genève, éditions de la revue Demain, avril 1918
- Le portrait authentique de Vladimir Ilitch Lénine, Paris, Librairie de L'Humanité, 1924
- Du Kremlin au Cherche-Midi, Gallimard, 1933.
- Walt Whitman, Portraits d'hier, n°37, 1910. 32p.
- Jules Laforgue, Portraits d'hier, n°47, 1911. 29p.

## Sources
- Dictionnaire des anarchistes, « Le Maitron » : notice biographique.
- Dictionnaire biographique, mouvement ouvrier, mouvement social, « Le Maitron » : notice biographique.